# Föderaler Öffentlicher Dienst Auswärtige Angelegenheiten, Außenhandel und Entwicklungszusammenarbeit
Der Föderale Öffentliche Dienst Auswärtige Angelegenheiten, Außenhandel und Entwicklungszusammenarbeit (FÖD AA) (niederländisch Federale Overheidsdienst (FOD) Buitenlandse Zaken, französisch Service Public Fédéral (SPF) Affaires Etrangères) ist das Außenministerium des Königreichs Belgien. Es ist für die belgische Außenpolitik, die Beziehungen mit der Europäischen Union, die Politik in Sachen Entwicklungszusammenarbeit und bestimmte Bereiche der Außenhandelspolitik zuständig. Die Hauptverwaltung in Brüssel ist die Schaltstelle für das Netzwerk der diplomatischen und konsularischen Vertretungen im Ausland.

## Auftrag, Kernaufgaben und Vision
(Quelle:)

### Auftrag
Der FÖD Auswärtige Angelegenheiten, Außenhandel und Entwicklungszusammenarbeit vertritt, verteidigt und fördert die Interessen Belgiens im Ausland, er stimuliert die Kohärenz des auswärtigen Handels und koordiniert die Europapolitik Belgiens als föderales Land. Der FÖD Auswärtige Angelegenheiten setzt sich für eine sichere, gerechte und wohlhabende Welt ein.

### Kernaufgaben
Die wichtigsten Aufgaben des FÖD AA lassen sich folgendermaßen zusammenfassen:
- Verteidigung der politischen, wirtschaftlichen und rechtlichen Interessen von Belgien
- Schutz und Hilfe für Belgier im Ausland sowie Hilfe für das diplomatische/internationale Korps in Brüssel
- Vorbereitung, Koordinierung und Befolgen aller Aspekte der belgischen Europapolitik
- Verteidigung der grundlegenden Werte wie Demokratie, Menschenwürde, Menschenrechte und Geschlechtergleichheit
- Mitwirkung an einer friedlichen und sicheren Welt über die Stärkung des multilateralen Systems (die Vereinten Nationen und andere) und der internationalen Rechtsordnung
- Mitwirkung an einer solidarischen internationalen Gesellschaft und an der Armutsbekämpfung, unter anderem über eine zielgerichtete und nachhaltige Entwicklungszusammenarbeit.

### Vision
Der FÖD Auswärtige Angelegenheiten will als staatliche Organisation einen Mehrwert für die belgische und internationale Zivilgesellschaft darstellen. So ist der Föderale Öffentliche Dienst:
- eine kundenorientierte Organisation, die die Bedürfnisse der Bürger und Benutzer berücksichtigt
- eine moderne, leistungsfähige und effiziente Organisation, die dazu imstande ist, die gesteckten Ziele schnell und effizient zu verwirklichen
- ein attraktiver, dynamischer und innovativer Arbeitgeber von motivierten Mitarbeitern, die jeden Tag ihr Bestes geben, weil sie mit eingebunden werden und Verantwortung tragen, die erforderliche Unterstützung bei ihrer persönlichen Entwicklung erhalten in einer angenehmen und sicheren Arbeitsumgebung, und denen es ermöglicht wird, Arbeit und Privatleben miteinander zu vereinbaren.

Zur Erfüllung seines Auftrags hat der FÖD unter anderem folgende Initiativen ergriffen:
- Die belgische Diplomatie spielte oft eine Vorreiterrolle bei internationalen Übereinkommen auf dem Gebiet der Abrüstung, wie dem Ottawa-Abkommen von 1997[2] und dem Oslo-Übereinkommen von 2008.
- 2010 führte Belgien den Vorsitz im Rat der Europäischen Union, wobei der FÖD AA die Koordinierung übernahm. Unser Land erzielte einen wichtigen Durchbruch in besonderen Dossiers wie dem europäischen Patent und dem Freihandelsabkommen mit Süd-Korea. Das nächste Mal wird Belgien den Vorsitz in der ersten Jahreshälfte von 2024 führen[3].
- Auf Betreiben des damaligen Ministers für Entwicklungszusammenarbeit Alexander De Croo, hat Belgien 2017 die She Decides-Kampagne für Frauenrechte, insbesondere für Rechte im Bereich der reproduktiven und sexuellen Gesundheit, mitinitiiert. Die Regierungen von Belgien, den Niederlanden, Schweden und Dänemark organisierten im März 2017 in Brüssel eine Geberkonferenz für die Kampagne. Seitdem hat sich She Decides zu einer weltweiten Bewegung entwickelt[4].
- Von 2019 bis Ende 2020 war Belgien nichtständiges Mitglieder im UN-Sicherheitsrat. Bei der Abstimmung über den Sitz erhielt Belgien die Unterstützung von 181 Ländern, weit mehr als die erforderliche Zweidrittelmehrheit. Belgien befasst sich mit Themen wie Schutz, Prävention und Effizienz.

Im November 2019 entsandte Belgien die bedeutendste Handelsdelegation, die je nach China reiste. Die Delegation stand unter der Leitung IKH Prinzessin Astrid und entstand aus der Zusammenarbeit zwischen der Agentur für Außenhandel, den drei regionalen Institutionen für Außenhandel (Flanders Investment & Trade – FIT, hub.brussels und Agence Wallonne à l’Exportation – AWEX) und dem FÖD Auswärtige Angelegenheiten. 632 Geschäftsleute, Akademiker und Politiker nahmen an der Handelsdelegation teil.

## Geschichte
Das Außenministerium des Königreichs Belgien wird unter der ersten Regierung der Regentschaft am 26. Februar 1831 gegründet. Es nimmt seine Arbeit in dem gerade unabhängig gewordenen Staat neben vier anderen Ministerien auf, dem der Kriegsangelegenheiten, der Finanzen, des Innern und der Justiz. Gleichzeitig mit dem Ausbau der Hauptverwaltung werden die ersten diplomatischen Vertretungen eröffnet, zunächst in London und in Paris.
Zwischen 1830 und 1880 versucht das junge und neutrale Belgien sich auf internationaler Ebene zu etablieren. Dabei werden die Zuständigkeiten des Ministeriums von Anfang an auf Bereiche zugeschnitten, die auch heute noch wichtig sind: „Politische Angelegenheiten“, „Außenhandel“, „konsularische Dienstleistungen“. Die Konsulate leisten einen Beitrag zur wirtschaftlichen und handelspolitischen Expansion Belgiens und erforschen neue Märkte. Nach 1880 werden die belgischen Konsulate das Aushängeschild der außergewöhnlichen wirtschafts- und handelspolitischen Tätigkeit in Belgien infolge der industriellen Revolution. Das Ministerium verwaltet umfangreiche Investitionen, verhandelt Handelsabkommen und unterzeichnet erste Handelsverträge.
Während der zwei Weltkriege zieht das Ministerium ins Ausland um. Von 1914 bis 1918 befindet es sich in Le Havre, von 1940 bis 1945 in London. In den darauffolgenden Jahrzehnten werden die Aufgaben des Ministeriums weitgehend umgestaltet. Europa, Multilateralismus (internationale Zusammenarbeit) und Entwicklungszusammenarbeit sind neue wichtige Aufgabenbereiche, die auch in den Organisationsplan des Ministeriums aufgenommen werden.
1997 erfolgt der Umzug von der rue des Quatre Bras in Brüssel in die rue des Petits Carmes. Zur selben Zeit erfolgt eine Reorganisation, bei der der Schwerpunkt immer mehr auf multilaterale und thematische Themen (Menschenrechte, wissenschaftliche Themen, Waffenkontrolle, Umweltangelegenheiten) gelegt wird.
2000 führt die Kopernikus Reform zur Änderung einiger Begriffe: das „Ministerium“ wird ein „föderaler öffentlicher Dienst“, an dessen Spitze ein „Präsident des Direktionsausschusses“ und nicht mehr ein Generalsekretär steht. Der FÖD hat sich auch die Struktur des Föderalstaats in Belgien angepasst. Er spielt eine koordinierende Rolle bei der Erarbeitung und Vertretung der Standpunkte, die Belgien in europäischen und multilateralen Dossiers vertritt und die in Konzertierungen mit anderen föderalen Institutionen und den Regionen und Gemeinschaften in Belgien festgelegt werden.
Da Brüssel sich zu einer internationalen Hauptstadt mit der höchsten Anzahl diplomatischer Vertretungen der Welt entwickelt hat, ist der FÖD Auswärtige Angelegenheiten über seinen Protokolldienst ein wichtiger Ansprechpartner für die zahlreichen ausländischen Missionen in Belgien.

## Organisation

### Zuständige Minister
Minister der Auswärtigen Angelegenheiten, der Europäischen Angelegenheiten und der Entwicklungszusammenarbeit ist seit Februar 2025 Maxime Prévot. Minister der Landesverteidigung, beauftragt mit dem Außenhandel, ist Theo Francken.

### Hauptverwaltung
Die Hauptverwaltung ist wie folgt aufgegliedert:
- Generaldirektion Bilaterale Angelegenheiten (DGB)
- Generaldirektion Konsularische Angelegenheiten (DGC)
- Generaldirektion Entwicklungszusammenarbeit und Humanitäre Hilfe (DGD)
- Generaldirektion Europäische Angelegenheiten und Koordinierung (DGE)
- Generaldirektion Juristische Angelegenheiten (DGJ)
- Generaldirektion Multilaterale Angelegenheiten und Globalisierung (DGM)
- Stabsdienststelle Personal und Organisation
- Stabsdienststelle Haushalt und Verwaltungskontrolle
- Stabsdienststelle ICT
- Direktion Protokoll
- Direktion Strategie und Kommunikation

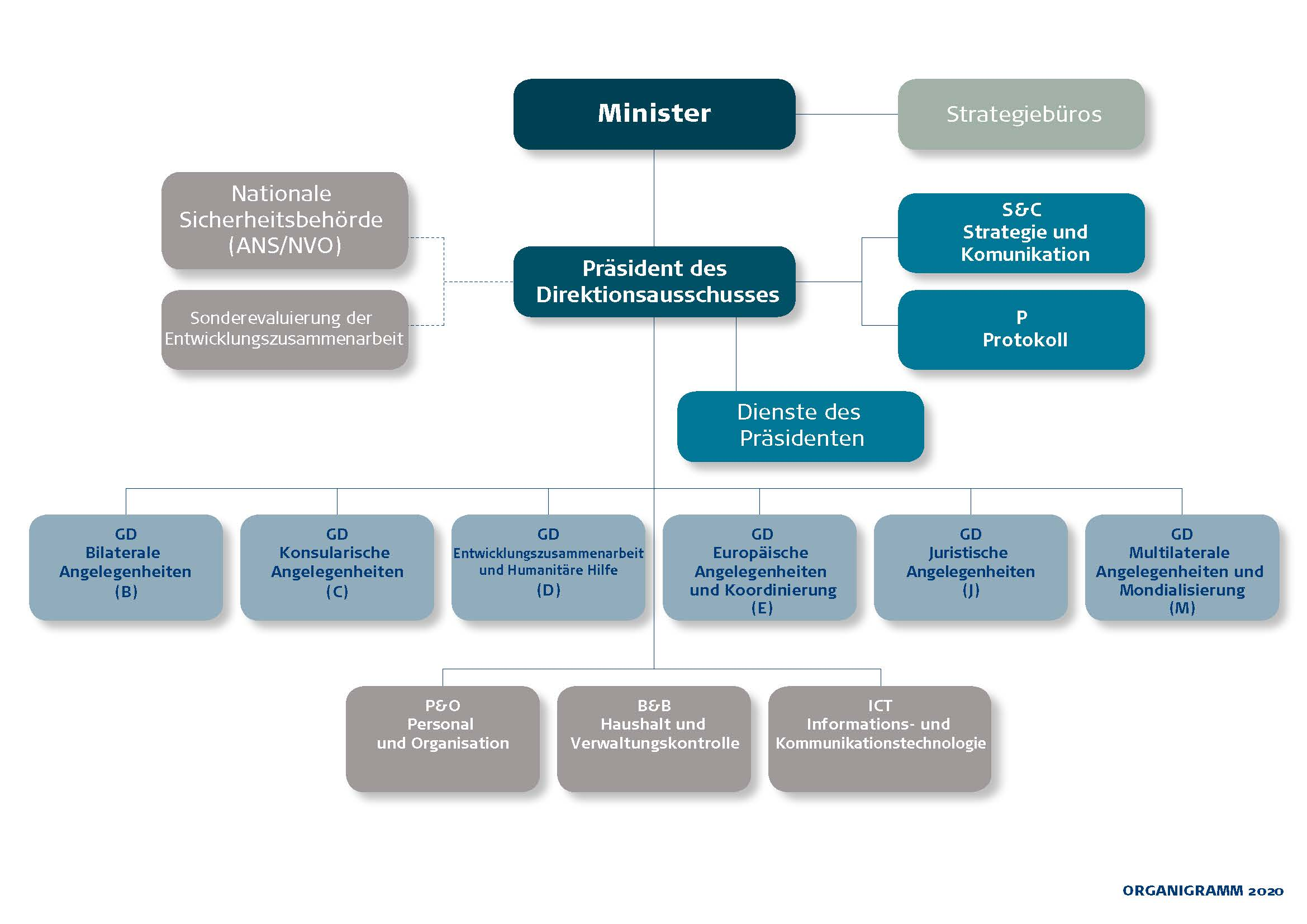
Das Organigramm des Föderaler Öffentlicher Dienst Auswärtige Angelegenheiten, Außenhandel und Entwicklungszusammenarbeit

#### Generaldirektion Bilaterale Angelegenheiten (DGB)
Die Generaldirektion Bilaterale Angelegenheiten (DGB) setzt sich für die belgischen Interessen ein. Sie fördert auf bilateraler Ebene – von Land zu Land – die ethischen Prinzipien und die gesellschaftlichen Werte von Belgien: Demokratie, Wohlbefinden, Menschenrechte und Achtung der Menschenwürde einzelner Personen. Sie widmet auch der Unterstützung der belgischen Wirtschaftsinteressen eine besondere Aufmerksamkeit.

#### Generaldirektion Konsularische Angelegenheiten (DGC)
Die Generaldirektion Konsularische Angelegenheiten (DGC) unterstützt und begleitet die Tätigkeiten der belgischen Konsularabteilungen im Ausland. Diese Abteilungen:
- übernehmen die Rolle der Gemeindeverwaltung für Belgier im Ausland und bearbeiten Angelegenheiten im Bezug auf Staatsangehörigkeit, Personenstand, notarielle Urkunden, Legalisationen, Reisepässe, Personalausweise, Wahlen …
- helfen Landsleuten, die im Ausland oder auf Durchreise in Schwierigkeiten geraten sind: Touristen, Belgier, die im Ausland inhaftiert sind, bei Kindesentführungen …
- stellen Visa aus für Ausländer, die sich in Belgien aufhalten oder sich dort niederlassen wollen.

Die Generaldirektion Konsularische Angelegenheiten erteilt auch Privatpersonen in Belgien Informationen und Rat in Sachen konsularische Angelegenheiten und sie steht permanent in Kontakt mit den belgischen Behörden, die für diese Bereiche zuständig sind (Justiz, Inneres, Gemeinden, Regionen und Gemeinschaften).

#### Generaldirektion Entwicklungszusammenarbeit und Humanitäre Hilfe (DGD)
Die Generaldirektion Entwicklungszusammenarbeit und Humanitäre Hilfe (DGD) ist für die belgische Entwicklungszusammenarbeit zuständig und untersteht der Ministerin der Entwicklungszusammenarbeit.
Die belgische Entwicklungszusammenarbeit setzt sich für eine nachhaltige menschliche Entwicklung ein. Darüber hinaus wirbt sie für eine größere Unterstützung von der belgischen Öffentlichkeit für die Nord-Süd-Solidarität und will sie die Entwicklungspolitik fördern und stärken.
DGD entwickelt eine gemeinschaftliche Vision der Entwicklungszusammenarbeit im Rahmen eines Dialogs mit allen öffentlichen Behörden, die einen Einfluss auf die Entwicklungspolitik haben, mit den Entwicklungsakteuren, die an der belgischen Entwicklungszusammenarbeit beteiligt sind (NRO, wissenschaftliche Institute…) und mit den europäischen und internationalen Institutionen. DGD setzt diese Vision in einige Prioritäten für die Hauptverwaltung und für die Betroffenen vor Ort um. Eine zentrale Rolle spielen hierbei die Ziele für nachhaltige Entwicklung (SDGs).

#### Generaldirektion Europäische Angelegenheiten und Koordinierung (DGE)
Die Generaldirektion Europäische Angelegenheiten bereitet die belgische Europapolitik vor, definiert, vertritt, verwaltet und überwacht sie. Sie sensibilisiert auch die Öffentlichkeit für die Europapolitik.
Die DGE spielt eine zentrale Rolle bei der belgischen Entscheidungsfindung in Absprache mit den föderalen Institutionen und den Behörden der Regionen und Gemeinschaften, damit Belgien auf der europäischen Bühne mit einer Stimme sprechen kann.

#### Generaldirektion Juristische Angelegenheiten (DGJ)
Die Generaldirektion Juristische Angelegenheiten (DGJ) hat eine allgemeine Beratungsfunktion für alle Bereiche des Rechts, die die Tätigkeiten des FÖD betreffen: für das internationale öffentliche Recht, das europäische Recht, das Konsularrecht, Verwaltungsrecht, Arbeitsvertragsrecht usw.
Die DGJ verteidigt Belgien auch vor internationalen Gerichten, den Gerichtsinstanzen der Europäischen Union und des Europäischen Wirtschaftsraums sowie vor den belgischen Gerichten in Rechtsstreitigkeiten.
Schließlich hat die DGJ eine Schlüsselrolle bei Verträgen, die per Definition internationale Verträge sind, sowohl bei den Verhandlungen und der Unterzeichnung als auch bei dem Ratifikationsverfahren in den verschiedenen Parlamenten.

#### Generaldirektion Multilaterale Angelegenheiten und Mondialisierung (DGM)
Die Generaldirektion Multilaterale Angelegenheiten und Globalisierung (DGM) hat die Aufgabe, die Außenpolitik von Belgien im Bereich multilateraler Themen und die Gemeinsamen Außen- und Sicherheitspolitik der Europäischen Union (GASP) zu fördern und zu unterstützen. Sie ist unter anderem zuständig für die Themenbereiche Menschenrechte, Abrüstung und Nichtverbreitung, Umwelt und Klima.
Die DGM befasst sich auch mit der Kohärenz der belgischen multilateralen Politik im Rahmen von Konsultationen mit anderen föderalen Instanzen, den Regionen und Gemeinschaften sowie den Nichtregierungsorganisationen.

### Netz von Auslandsvertretungen
Die Hauptverwaltung wird durch ein weltweites diplomatisches Netz von 118 Auslandsvertretungen unterstützt. 2020 zählte Belgien:
- 84 Botschaften
- 17 Generalkonsulate
- 03 Konsulate
- 03 Diplomatische Büros
- 01 Belgisches Büro (in Taipei)
- 08 Ständige Vertretungen bei internationalen Organisationen

Außerdem hat Belgien gut 300 Honorarkonsulate in der Welt.

### Personalstärke
Im Juni 2020 beschäftigte der FÖD Auswärtige Angelegenheiten, Außenhandel und Entwicklungszusammenarbeit 2.909 Personen. Ungefähr 40 Prozent der Personalmitglieder sind in der Zentralverwaltung beschäftigt und 60 Prozent in den Vertretungen (sowohl entsandte Mitarbeiter der Laufbahn im Außendienst auch im Ausland tätige und vor Ort angeworbene Vertragsangestellte). 50 Personalmitglieder des FÖD machen Dienst in einer internationalen Organisation oder sind im Rahmen eines Auftrags beurlaubt und somit in einer „besonderen Situation.“

## Leitlinien der heutigen Außenpolitik

### Auswärtige Angelegenheiten, Europäische Angelegenheiten und Außenhandel
- Mitwirken an einer tatkräftigen Europäischen Union als beste Garantie für Wohlstand und Sicherheit in Belgien;
- Diplomatie optimal betreiben zur Verteidigung der Wirtschaftsinteressen von Belgien
- Sich auf allen Ebenen – von Land zu Land und über internationale Institutionen – einsetzen für Frieden und Sicherheit, zusammen mit dem Ministerium der Landesverteidigung, dem FÖD Entwicklungszusammenarbeit und dem FÖD Justiz. Besondere Schwerpunkte sind die Konfliktverhütung, -bewältigung und -schlichtung, Abrüstung, Bekämpfung von Terrorismus und gewalttätigem Extremismus, Bekämpfung von Betrug und Menschenhandel
- Eintreten für unsere Werte und Prinzipien der internationalen Solidarität: Menschenrechte und Rechtsstaatlichkeit (Kinder, Geschlechtergleichheit, Bekämpfung jeder Form von Diskriminierung, Abschaffung der Todesstrafe…), Solidarität mit Zentralafrika, UN-Ziele für nachhaltige Entwicklung (SDGs) (Gesundheit, Klima, Biodiversität …) und der Europäische Grüne Deal …
- Die Dienste für belgische Bürger im Ausland modernisieren: Digitalisierung (e-Consul, elektronische Stimmabgabe…), Krisenzentrum, Travellers Online …
- Den Föderalen Dienst optimieren in puncto Arbeitsweise, Nachhaltigkeit, Kommunikation, Laufbahn im Außendienst

### Entwicklungszusammenarbeit
- Die Beseitigung der extremen Armut in den Mittelpunkt stellen (mit formellen Regeln für Beschäftigung, medizinischer Grundversorgung, Ernährungssicherheit, Sozialschutz, sauberem Wasser und sanitären Einrichtungen...)
- Ungleichheit bekämpfen (Geschlechtergleichheit, inklusives Wachstum, gerechte Steuererhebung)
- Dem Klimawandel und der Verschlechterung der Umwelt entgegenwirken (Klimafinanzierung…)
- Wichtigste Ursachen fragiler Staatlichkeit angehen (Menschenrechte, Korruptionsbekämpfung, Rechtsstaat…)
- Einen Privatsektor fördern, der menschenwürdige Arbeitsplätze schafft (unter anderem mit Hilfe der belgischen Investitionsgesellschaft Société belge d’investissement pour les pays en développement/Belgische Investeringsmaatschappij voor Ontwikkelingslanden (BIO), der Business Partnership Facility und nachhaltiger Lieferketten)
- Weitgehende Akzeptanz bei der belgischen Bevölkerung wecken (globale Bürgerschaft…)
- Mobilität von Personen effektiver gestalten und Schutz bieten (qualitätsvolle Aufnahme und Schutz von Flüchtlingen in Konfliktgebieten …)

Siehe auch: die Grundsatzerklärung und das Politisches Zielsetzungspapier von Ministerin Wilmès und die Grundsatzerklärung und das Politische Zielsetzungspapier von Ministerin Kitir (ausschließlich auf Französisch und Niederländisch).

## Dienstleistungen für Bürger und ausländische Diplomaten
Die Erbringung konsularischer Dienste ist ein wichtiger Aufgabenbereich des FÖD. Die Hauptverwaltung und das Netzwerk der Vertretungen sind die ersten Ansprechpartner für Belgier im Ausland, die in eine Krisensituation geraten oder in einem Verkehrsunfall verwickelt sind. Der FÖD veröffentlicht Reisehinweise, damit Belgier Reisen vorbereiten und organisieren können. Belgier können sich auf der Website „Travellers Online“ registrieren, so dass sie im Krisenfall schneller zu erreichen sind. Der FÖD kann Reisenden im Problemfall mit Informationen beistehen und Hilfe leisten.
Die konsularischen Dienste in Brüssel und die konsularischen Vertretungen im Ausland treten auf als öffentliche Behörde und stellen belgische Personalausweise und Reisepässe aus, bearbeiten Visumanträge oder legalisieren öffentliche Dokumente.
Die nationale Sicherheitsbehörde (ANS/NVO) erbringt eine Art Dienstleistung. Die ANS/NVO ist zuständig für die Erteilung oder den Widerruf von Sicherheitsermächtigungen, Sicherheitsbescheinigungen und Sicherheitsgutachten sowie für das Management und den Schutz von Verschlusssachen in Belgien.

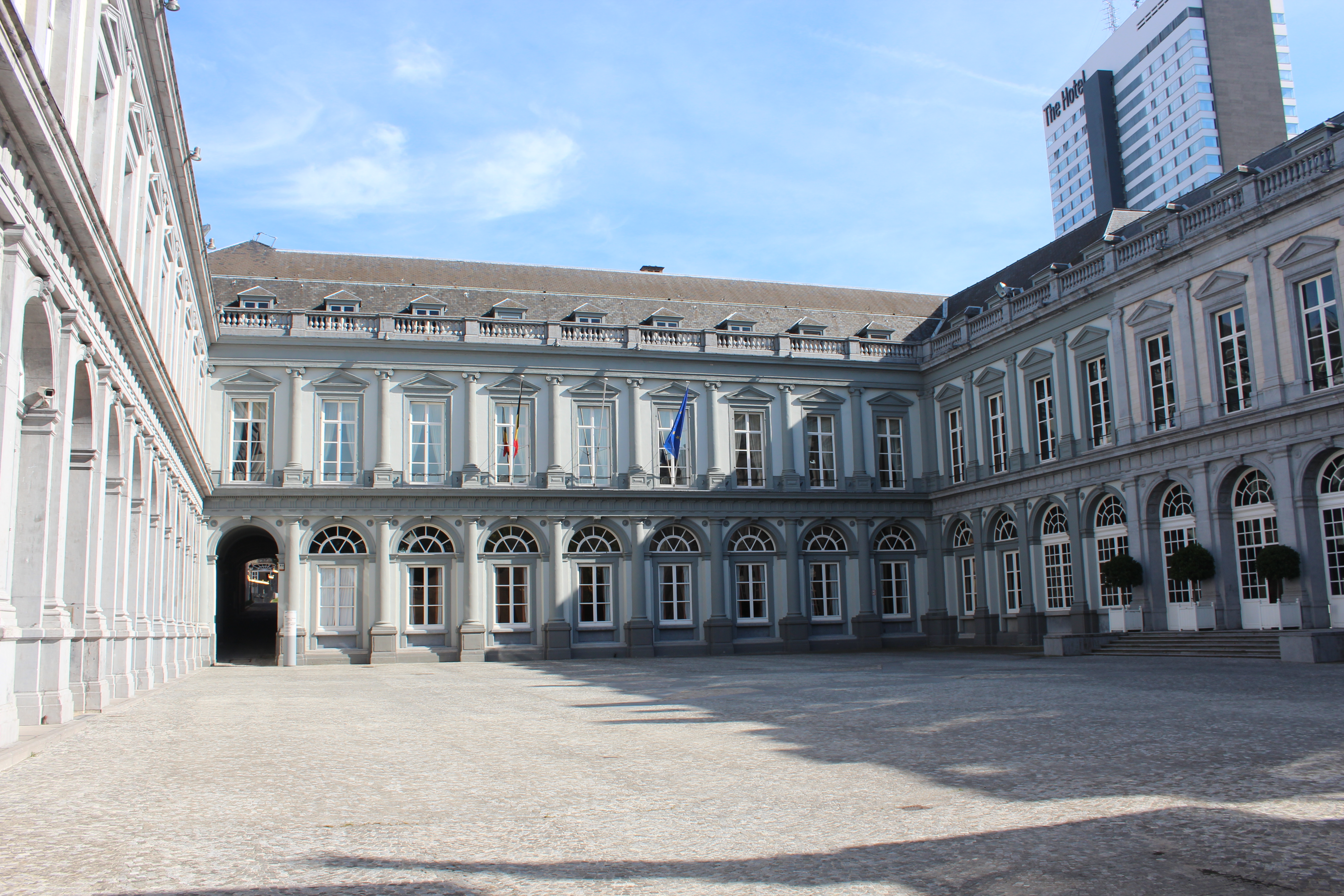
Der Egmont-Palast in Brüssel

Die Protokolldirektion unterhält schließlich die Beziehungen zwischen dem belgischen Staat und den ausländischen diplomatischen Vertretungen in Belgien. Sie gewährleistet die Einhaltung der Wiener Übereinkommen über diplomatische und über konsularische Beziehungen sowie der Sitzabkommen zwischen Belgien und den internationalen Organisationen, die in Belgien ihren Sitz oder eine Vertretung haben. Es handelt sich hierbei um Aspekte der diplomatischen Privilegien und Immunitäten und um strikt protokollarische Angelegenheiten. Die Protokolldirektion ist auch zuständig für den Empfang ausländischer prominenter Persönlichkeiten, die Organisation von Events im Egmont-Palast und die Verleihung von Adelstiteln und Ehrenauszeichnungen in den Nationalen Orden.

## Hinter den Kulissen bei den Auswärtigen Angelegenheiten
2019 hat der flämische Fernsehsender VIER die Serie De Ambassade übertragen über das Leben in einigen Botschaften. In der achtteiligen Serie wurden die Tätigkeiten des FÖD Auswärtige Angelegenheiten und dessen Netzwerks von Vertretungen beleuchtet. Berichtet wurde über die belgische Botschaft in Bangkok (Thailand) und in Nairobi (Kenia) sowie über das Generalkonsulat in New York (Vereinigte Staaten) und in Rio de Janeiro (Brasilien).
2020 strahlte der flämische Fernsehsender Canvas die Dokumentarreihe Corps Diplomatique des Journalisten und Dokumentaristen Bart Aerts aus. Die Reihe mit fünf Folgen kam in Zusammenarbeit mit dem FÖD Auswärtigen Angelegenheiten zustande und ermöglichte einen Blick hinter den Kulissen der belgischen Diplomatie in einigen den wichtigsten Vertretungen, unter anderem in New York (Vereinte Nationen), Brüssel (Europäische Union), Bamako (Mali) und Peking (China).
Darüber hinaus sind einige Bücher erschienen, die einen Blick hinter die die Hintergründe der belgischen Diplomatie beschreiben. Eine Auswahl:
- Raoul Delcorde: Les diplomates belges. 2010, ISBN 978-2-8047-0043-0.
- Rik Coolsaet: Buitenlandse Zaken in België. Geschiedenis van een ministerie, zijn diplomaten en zijn consuls van 1830 tot vandaag. 2014, ISBN 978-94-014-2241-3.
- Bart Aerts: Corps Diplomatique. Achter de schermen van de Belgische diplomatie. 2020, ISBN 978-94-6310-512-5.
- Peter Van Kemseke: België aan het hoofd van Europa (1948-2010). 2010, ISBN 978-90-441-2623-5.
- Peter Van Kemseke: België in de Veiligheidsraad 1946-2006. 2007, ISBN 978-90-334-6431-7.